# Trebeľovce
Trebeľovce és un poble i municipi d'Eslovàquia. Es troba a la regió de Banská Bystrica.

## Història
La primera menció escrita de la vila es remunta al 1246.

## Demografia
| Godina             | 1994 | 2004   | 2014   | 2024    |
| ------------------ | ---- | ------ | ------ | ------- |
| Nombre de persones | 963  | 976    | 949    | 840     |
| Diferència         |      | +1,34% | −2,76% | −11,48% |

| Godina             | 2023 | 2024   |
| ------------------ | ---- | ------ |
| Nombre de persones | 847  | 840    |
| Diferència         |      | −0,82% |